# موسوعة العائلات البيروتية
«موسوعة العائلات البيروتيَّة: الجُذُور التاريخيَّة للعائلات البيروتيَّة ذات الأُصُول العربيَّة واللُّبنانيَّة والعُثمانيَّة، مع صُور ومعلُومات نادرة»، هي موسوعة من ثمانية أجزاء لِلمُؤرِّخ اللُبناني حسَّان حلَّاق. صدرت عن دار النهضة العربيَّة بدايةً من سنة 2010م، وصدر آخر أجزاءها سنة 2018م.
كان هذا العمل مشروع العُمر لِمُؤلِّفه، أرَّخ فيه أُصُول وجُذُور العائلات البيروتيَّة الإسلاميَّة والمسيحيَّة والدُرزيَّة، جامعًا روايات تُؤصِّل أنساب هذه العائلات دون ترجيحٍ وجزم، في انتساب عائلة إلى شجرة ما في المغرب أو المشرق أو الجزيرة العربيَّة، مُعتمدًا التسلسل الأبجدي في ترتيب جدول العائلات البيروتيَّة. زاد هذا العمل من شُهرة حسَّان حلَّاق وسط عامَّة الناس ورسَّخ من مكانته الأكاديميَّة والعلميَّة، واشتهر بِلقبه «مؤرِّخ بيروت المحروسة»، وهي العبارة التي يرجع إليه الفضل في تعميمها.
كانت هذه الموسوعة حصيلة ثلاثين سنة من بحث مُؤلِّفها وتنقيبه في وثائق وسجلَّات المحكمة الشرعيَّة في بيروت، وهي الوثائق التي ضمَّت كثيرًا من الحقائق التاريخيَّة عن تاريخ بيروت العُثمانيَّة وعائلاتها، وأوضاعها العسكريَّة والاجتماعيَّة والاقتصاديَّة والوقفيَّة والإداريَّة والمعماريَّة والتُراثيَّة وسواها. وتبيَّن لِلمُؤلِّف من خلال دراسته هذه أنَّ أغلب البيارتة عربٌ أقحاح، بعضهم يرجع في نسبه إلى عرب الشَّام مُنذُ ما قبل الإسلام، وبعضهم الآخر إلى من استوطن بيروت من المُسلمين بُعيد فتحها، وغيرهم إلى من وفد عليها خلال العُصُور اللَّاحقة من مُختلف الأقطار الإسلاميَّة كمصر ودمشق وفلسطين والأندلُس والعراق وغيرها. كما تبيَّن أنَّ الكثير من العائلات لها جُذُور غير عربيَّة، تحديدًا تُركيَّة وأرناؤوطيَّة وقُبرُصيَّة وكُرديَّة وأرمنيَّة.
استغرق العمل على كُلِّ مُجلَّدٍ من مُجلَّدات هذه الموسوعة قُرابة سنتين، حرص المُؤلِّف خلالها على نشر ما كان يُنجزه منها تباعًا على صفحات جريدة اللِّواء، وعلى مدى عشرات الأشهُر.